# Mateusz Poręba
Mateusz Andrzej Poręba (ur. 24 sierpnia 1999) – polski siatkarz, grający na pozycji środkowego, reprezentant Polski od 2022 roku.
Pochodzi z Tuchowa. W młodości trenował judo prawie przez 8 lat i trochę grał w piłkę ręczną. Gdy miał 15 lat porzucił granie w koszykówkę i zaczął trenować siatkówkę. W czasie rozdawania ulotek w kebabie został zauważony przez trenerów siatkówki Marka Skrobota i Kamila Nalepkę, gdzie potem trafił do AKS-u Rzeszów.
W wolnych chwilach zajmuje się składaniem motocykli i samochodów. Gdzie obecnie 6-7 samochodów jest w większości zabytkami. W kolekcji wyremontowanych motocykli ma: Royal Enfield z 1946 roku, Suzuki DR z 1992 roku, Dniepr MT-9, oraz samochody Piontiac Fiero, Lincolna Town Cara, Shevrolet Corvette C6, Chevrolet Tahoe, Dodge Durango. Ma również wojskowe motocykle z bocznym wózkiem. Chciałby mieć w swojej kolekcji motoryzacyjnej niemiecki motocykl wojskowy Zündapp, który kosztuje 200-300 tys. złotych. Także kilka motocykli wojskowych od BMW. Z samochodów numerem jeden na jego liście życzeń jest Shevrolet Corvette C3.

## Sukcesy klubowe

### młodzieżowe
Mistrzostwa Polski Kadetów:
- 2016[8]

Mistrzostwa Polski Juniorów:
- 2017[9]

## Sukcesy reprezentacyjne
Mistrzostwa Europy Wschodniej EEVZA kadetów:
- 2016[10]

Letnia Uniwersjada:
- 2021[11]

Liga Narodów:
- 2023[12], 2025[13]
- 2022[14], 2024[15]

Mistrzostwa Świata:
- 2022[16]

## Sukcesy indywidualne
- 2016: Najlepszy blokujący Mistrzostw Polski Kadetów[17]
- 2021: MVP PreZero Grand Prix PLS 2021[18]